# Häckelsängs högmosse och Gnagmur
Häckelsängs högmosse och Gnagmur este o arie protejată (arie specială de conservare — SAC, sit de importanță comunitară — SCI, arie de protecție specială avifaunistică — SPA) din Suedia întinsă pe o suprafață de 375,8 ha, integral pe uscat.

## Localizare
Centrul sitului Häckelsängs högmosse och Gnagmur este situat la coordonatele 61°00′04″N 17°02′26″E / 61.0012°N 17.0405°E.

## Înființare
Situl Häckelsängs högmosse och Gnagmur a fost declarat sit de importanță comunitară în decembrie 1995 pentru a proteja 5 specii de animale. Alte tipuri de protecție:
- arie de protecție specială avifaunistică (în decembrie 1996)[2]
- arie specială de conservare (în martie 2011)[1][3][4]

## Biodiversitate
Situată în ecoregiunea boreală, aria protejată conține 5 habitate naturale: Taiga vestică, Mlaștini împădurite, Lacuri și iazuri distrofice naturale, Turbării active, Mlaștini turboase de tranziție și turbării mișcătoare.
La baza desemnării sitului se află mai multe specii protejate de  păsări (5): cufundar mic (Gavia stellata), cocor (Grus grus), ploier auriu (Pluvialis apricaria), cocoșul de mesteacăn (Tetrao tetrix tetrix), fluierar de mlaștină (Tringa glareola).